# Geschichte der Eisenbahn in Italien

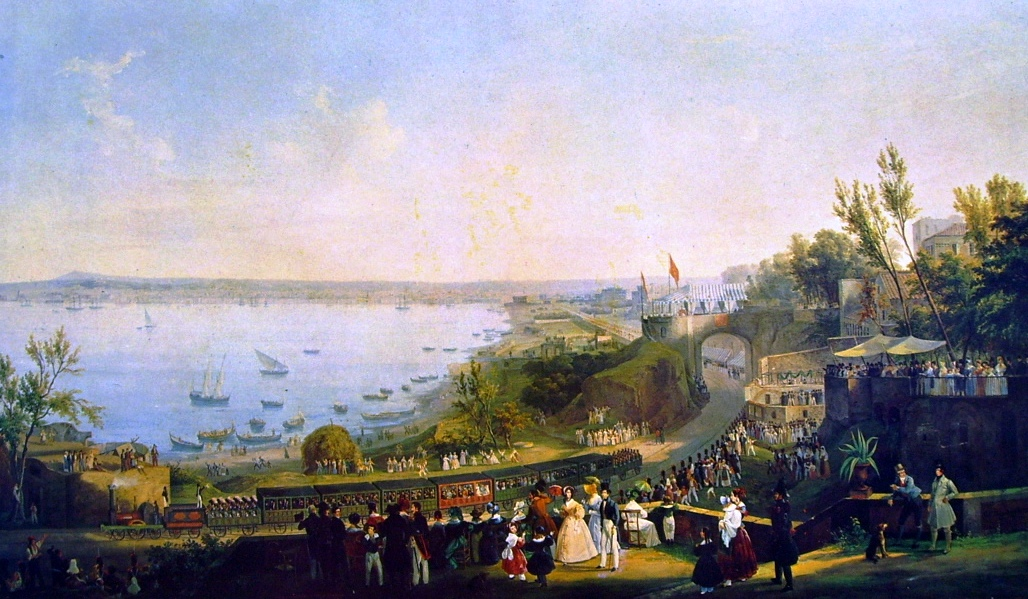
Eröffnungsfahrt der Eisenbahn Neapel–Portici 1839, Gemälde von Salvatore Fergola

Die Geschichte der Eisenbahn in Italien umfasst die organisatorischen und technischen Entwicklungen des Eisenbahnverkehrs auf dem Gebiet der Italienischen Republik vom 19. Jahrhundert bis zur Gegenwart. Sie begann 1839, als die erste Eisenbahn auf der Halbinsel ihren Betrieb aufnahm. Aus privaten und staatseigenen Bahnen entstand nach der Vereinigung des überwiegenden Teils des Streckennetzes 1905 eine Staatsbahn, die seitdem den Großteil des Schienenverkehrs in Italien betreibt.

## Erste Bahnen in italienischen Einzelstaaten

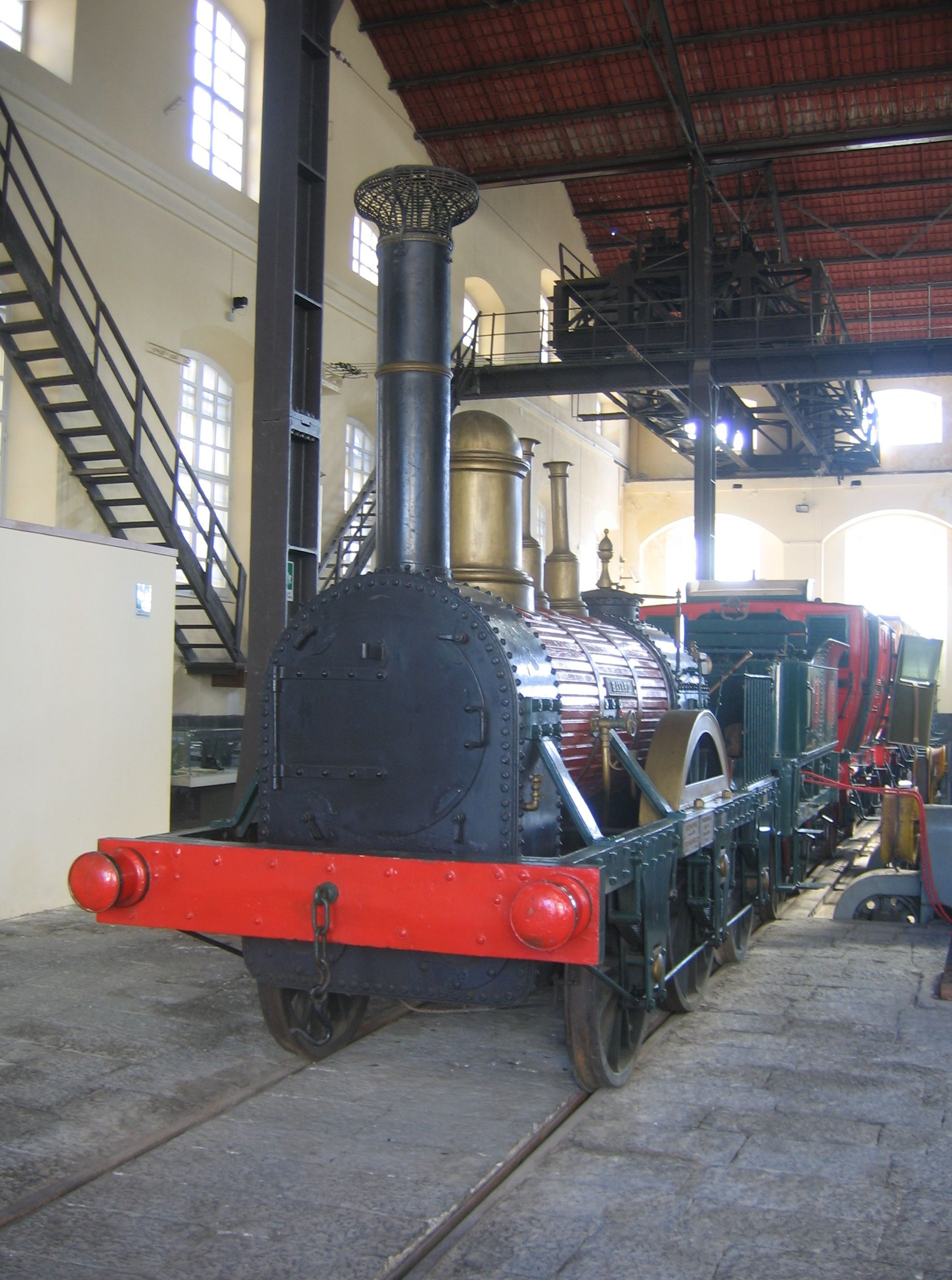
Nachbau des ersten italienischen Zuges im Nationalen Eisenbahnmuseum Pietrarsa

Die erste Eisenbahnstrecke auf heute italienischem Boden wurde am 3. Oktober 1839 im Königreich beider Sizilien (Regno delle due Sicilie) eröffnet. Die 7,6 km lange Bahnstrecke Neapel–Portici führte von Neapel nach Granatello di Portici. Die ersten Lokomotiven dieser Bahn hießen VESUVIO, nach dem benachbarten Vulkan, und BAYARD, nach dem Ingenieur Armand Bayard de la Vingtrie, der für dieses Bahnprojekt verantwortlich war. Beide Lokomotiven wurden von der Lokomotivfabrik R. B. Longridge and Co. in Bedlington geliefert. Mit den Lokomotiven aus Großbritannien übernahm Italien als Standardspurweite auch die „Normalspur“ von 1435 mm. Soweit später Schmalspurbahnen gebaut wurden, kam in der Regel eine Spurweite von 950 mm zum Einsatz.
Die zweite Eisenbahn auf später italienischem Boden wurde am 18. August 1840 im Königreich Lombardo-Venetien von Mailand zum 13 km entfernten Monza eröffnet. König des Regno Lombardo-Veneto war zu dieser Zeit in Personalunion der Kaiser von Österreich. Die Gesellschaft der K. k. priv. lombardisch-venetianische Ferdinands-Bahn wurde 1837 gegründet, um eine Bahnstrecke zwischen Mailand und Venedig zu bauen. Diese konnte wegen finanzieller Schwierigkeiten erst am 11. Januar 1846 mit der Errichtung der Eisenbahnbrücke Venedig über die Lagune von Venedig nach Venedig fertiggestellt werden.
Es folgte das Großherzogtum Toskana (Granducato di Toscana) am 14. März 1844 mit einer Bahnstrecke zwischen Livorno und Florenz (it. Ferrovia Leopolda). Die 101 km lange Strecke wurde wegen des Unabhängigkeitskrieges erst 1848 fertiggestellt. 
Am 2. September 1848 wurde eine 8 km lange Bahnstrecke zwischen Turin und Moncalieri im Königreich Sardinien-Piemont eröffnet. Sie wurde in mehreren Bauabschnitten über den Giovipass bis nach Genua weitergebaut, ist 169 km lang und wurde in ganzer Länge am 24. Dezember 1855 eröffnet.
Im seinerzeit geografisch noch ausgedehnten, unter der Herrschaft des Papstes stehenden Kirchenstaat wurde am 14. Juni 1856 die 20 km lange Bahnstrecke zwischen Rom (Station Porta Maggiore) und Frascati-Campitelli eröffnet. Die Lokomotiven dieser ersten Eisenbahn im Kirchenstaat stammten ebenfalls aus englischer Produktion.
Die Entwicklung in Norditalien war von den teils gegensätzlichen Interessen der beteiligten Staaten geprägt: das Kaisertum Österreich mit seinem Königreich Lombardo-Venetien wollte die Strecke von Wien über den Semmering-Pass, Graz, Marburg/Maribor, Laibach/Ljublijana nach Triest mit der Strecke zwischen Mailand und Venedig verbinden. Das Königreich Sardinien mit seiner Hauptstadt Turin in Savoyen-Piemont war an der Ergänzung der Bahnstrecke Turin–Genua durch die Abzweigung zum Tessin interessiert, um eine Fortführung über Locarno und Basel in das Rheintal zu ermöglichen.
Um das Königreich Lombardo-Venetien mit der Toscana zu verbinden, wurde 1851 ein Staatsvertrag zwischen Österreich, dem Herzogtum Parma, dem Kirchenstaat, dem Herzogtum Modena und dem Großherzogtum Toskana unter anderem für den Bau der Strecke zwischen Mailand und Bologna abgeschlossen. Im Jahr darauf wurde die Società Anonima per la Strada Ferrata dell’Italia Centrale gegründet, aber die Arbeiten kamen wegen Geldmangel nicht in Gang. Die Konzession wurde deshalb 1856 an die neu gegründete Lombardisch-venetianische und central-italienische Eisenbahn-Gesellschaft (LVCI) übertragen, die von den Rothschildbanken in Wien, Paris und London und Finanziers aus Wien, Genua, Mailand, Livorno, Paris und London gegründet worden war.
Die 147 km lange Strecke zwischen Bologna und Piacenza wurde am 4. Juli 1859 eröffnet, auch wenn sie noch nicht ganz fertig war.
Inzwischen hatte der Zweite italienische Unabhängigkeitskrieg mit der Schlacht von Solferino am 24. Juni 1859, dem Vorfrieden von Villafranca vom 11. Juli 1859 und dem Frieden von Zürich vom 10. November 1859 die Verhältnisse insofern geändert, als die Lombardei an das Königreich Sardinien gelangte, das bezüglich der Strecken in der Lombardei in die Verträge mit der Eisenbahngesellschaft eintrat.
In der Folgezeit vergrößerte sich in den italienischen Staaten das Eisenbahnnetz kontinuierlich. 1860 waren 1800 km Strecken im Betrieb, wovon 350 km dem Staat, die übrigen 1450 Kilometer sieben Aktiengesellschaften gehörten.

## Neuordnung im Königreich Italien

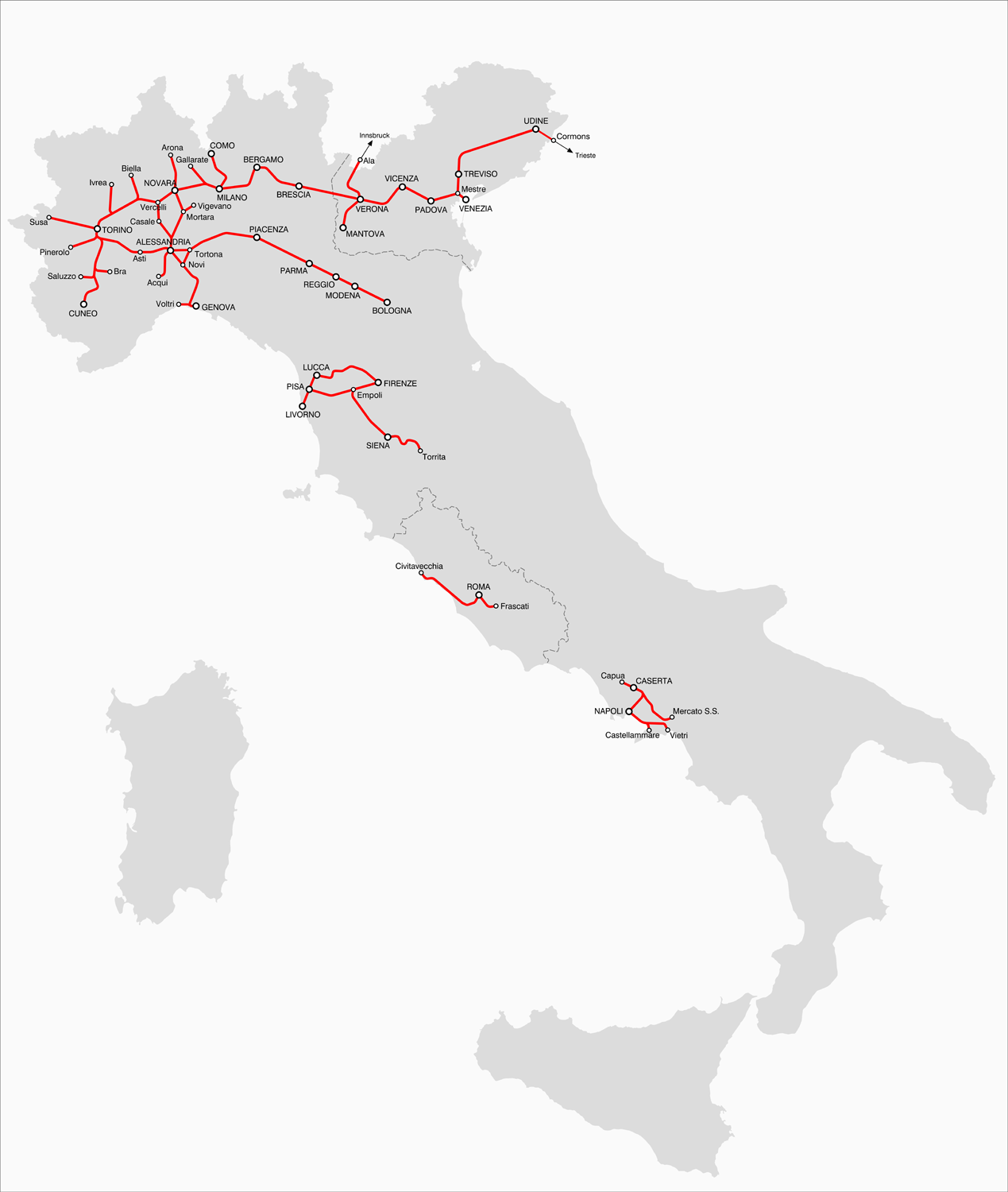
Eisenbahnnetz Italiens 1861

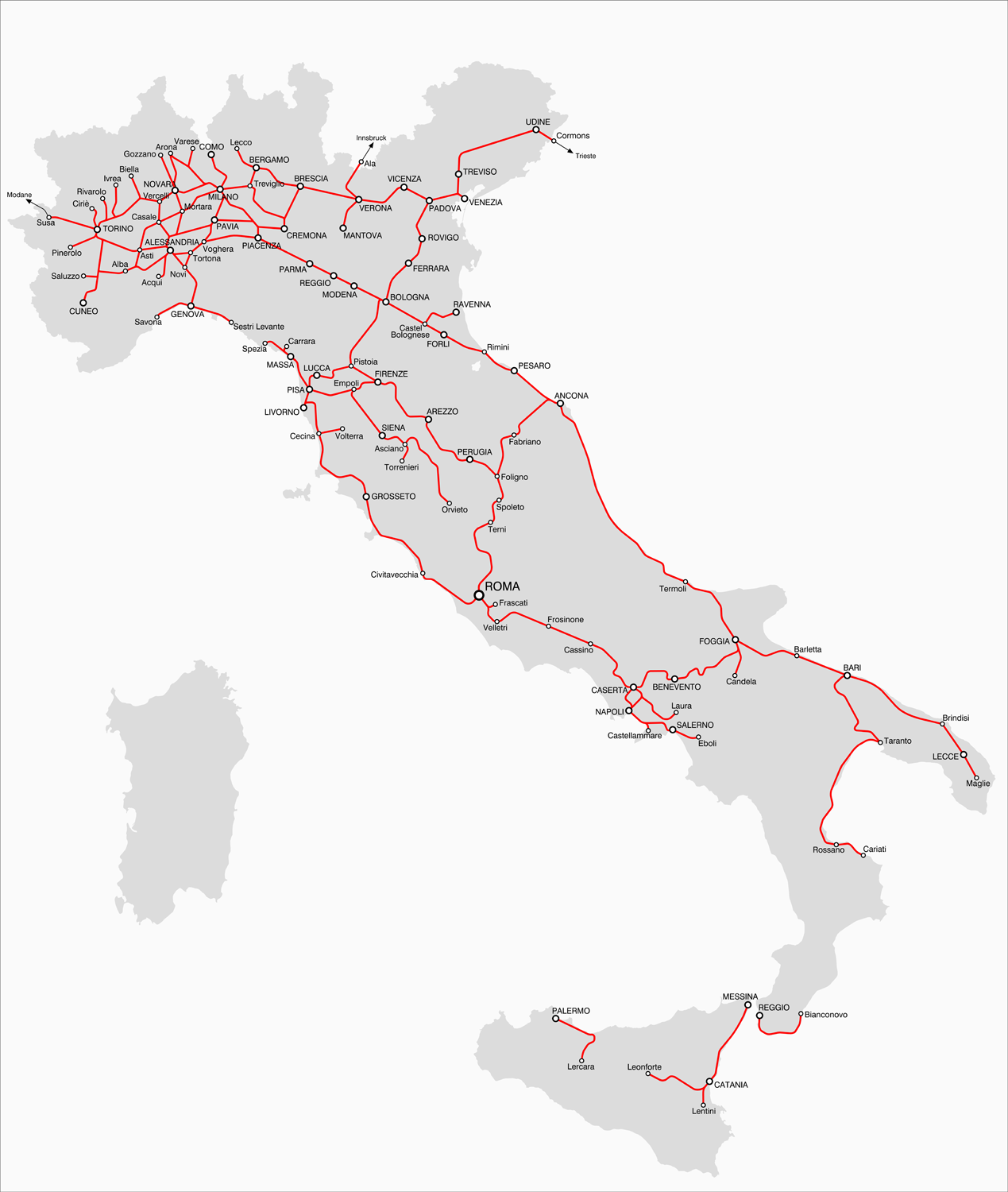
Eisenbahnnetz Italiens 1871

Die Ausweitung des Netzes setzte sich auch fort, als Italien 1861 unter König Viktor Emanuel II. von Sardinien-Piemont vereinigt wurde. Die Betriebsführung der oberitalienischen Strade Ferrate dell’Alta Italia (SFAI) gelangte an die Familie Rothschild, da sich die italienischen Finanzbehörden noch außerstande sahen, den Bahnbetrieb zu übernehmen. In der Folgezeit war der Staat bestrebt, das italienische Eisenbahnnetz neu zu organisieren. Das Netz umfasste damals ca. 2370 km, die sich folgendermaßen aufteilten:
- 912 km im ehemaligen Königreich Sardinien-Piemont,
- 522 km in der Lombardei und Venetien,
- 257 km in der Toskana und Lucca und
- 99 km im vormaligen Königreich beider Sizilien im Umkreis von Neapel.

Um zu vermeiden, dass ausländisches Kapital die italienischen Eisenbahnen kontrollierte, wurde der Einfluss der italienischen Banken auf die Bahnnetze gestärkt. In der Folgezeit konsolidierten sich die Bahngesellschaften in Zusammenschlüssen und bildeten dadurch größere Gesellschaften:
- So gründete eine Gruppe italienischer Bankiers unter der Führung von Pietro Bastogi, im September 1862 die Società Italiana per le Strade Ferrate Meridionali (SFM) mit einem Startkapital von 100 Millionen Lire. 1863 umfasste das Schienennetz der SFM ein Areal von Bologna zur adriatischen Küste und bis Brindisi.
- Am 2. Juni 1863 wurde in London die Compagnia Reale delle Ferrovie Sarde für den Bahnbau auf Sardinien gegründet. Die Eröffnung einer ersten Bahnstrecke erfolgte jedoch erst zum 1. Mai 1871 mit der Bahnstrecke Cagliari–Decimomannu (16,5 km). Bis 1874 entstand auf Sardinien ein Netz von insgesamt ca. 200 Kilometern Länge.
- Am 14. Mai 1865 folgte die Gründung der Società per le Strade Ferrate Romane (SFR) mit Bahnen an der südwestlichen Küste von La Spezia und Florenz über Rom bis Neapel.
- Ebenfalls 1865 wurde die ehemals piemontesische Strade Ferrate Vittorio Emanuele in die Società per le Strade Ferrate Calabro-Sicule mit Strecken auf Sizilien und in Kalabrien umgewandelt.

1860–1867 wurden 2800 km neuer Strecken gebaut. In der Folgezeit engagierte sich der Staat vermehrt bei der Eisenbahn: 1869 kaufte er das mit über 3000 km Länge bedeutende Netz der Società per le Strade Ferrate dell’Alta Italia. 1872 gab es knapp 7000 km Bahnlinien in Italien, von denen 6470 km den vier größten Eisenbahngesellschaften unterstanden:
- Società per le Strade Ferrate dell’Alta Italia, 3006 km
- Società per le Strade Ferrate Romane, 1586 km
- Società per le Strade Ferrate Meridionali, 1327 km
- Società per le Strade Ferrate Calabro-Sicule, 551 km

## Zwischen privatem und staatlichem Betrieb 1875–1905

### Finanzkrise
Diese Aufteilung sollte den Gesellschaften ein ausgewogene Aufkommen des Verkehrs und einen gleichmäßigen Zugang zu Häfen und zu den Alpen-Pässen sichern. Die Gesellschaften litten jedoch unter mangelnden finanziellen Ressourcen, der Unterhalt der Eisenbahninfrastruktur und des rollenden Materials litt darunter. Der Staat kaufte deshalb die Infrastruktur an, die Streckenbewirtschaftung aber blieb den einzelnen Bahngesellschaften überlassen. Als auch das noch nicht ausreichte, wurden auch deren Kosten schrittweise übernommen. Strecken mit geringem Verkehrsaufkommen, jedoch großem militärisch-strategischen Wert wurden mit staatlichen Zuschüssen fahrbereit erhalten. Faktisch übernahm der Staat so 1875 die Strade Ferrate Romane (SFR), 1876 die Strade Ferrate dell’Alta Italia (SFAI).

### Gesetz von 1879: staatlicher Eisenbahnbau
1878 wurde eine Kommission eingesetzt, die die Situation der italienischen Bahnen untersuchte. Auf das Ergebnis der Untersuchung reagierte Italien mit dem Gesetz vom 29. Juli 1879 zum Bau von 6020 km neuer Strecken im Wert von 1,2 Milliarden Lire. Das Gesetz legte die Strecken fest und ordnete sie nach ihrer Bedeutung für den Verkehr in vier Klassen ein. Ab 1880 wurde der Bau umgesetzt und das Netz bis Ende 1883 auf 9666 km erweitert, wovon 4525 km vom Staat betrieben wurden.

### Gesetz von 1885: Privatisierung
Ebenfalls 1879 wurde jedoch auch beschlossen, die Staatsbahnen – zunächst für 20 Jahre, mit zweimaliger Möglichkeit zur Verlängerung bis 1945 – zu privatisieren. Dazu sollten die Staatsbahnen in eine kleine Zahl von Privatunternehmen umgewandelt werden. Nach 65 Abstimmungsgängen wurde das Gesetz (Nr. 3048 vom 27. April 1885) angenommen und der Betrieb der italienischen Eisenbahnen noch im selben Jahr an drei voneinander unabhängige Verwaltungen übertragen:
- Societá Italiana per le Strade Ferrate del Mediterraneo, Rete Mediterranea (RM). Sie hatte ihre Verwaltungszentrale in Turin und betrieb ein Netz überwiegend in Piemont und entlang der Küste des Tyrrhenischen Meeres.
- Societá Italiana per le Strade Ferrate Meridionali, Rete Adriatica (RA). Sie hatte ihre Verwaltungszentrale in Florenz und betrieb ein Netz, das sich überwiegend von Venetien entlang der adriatischen Küste bis Süditalien erstreckte.
- Strade Ferrate della Sicilia, Rete Sicula (RS). Deren Zentrale befand sich in Palermo und sie betrieb die staatlichen Eisenbahnen auf Sizilien. Die Rete Sicula war die kleinste der drei Eisenbahnen mit knapp 600 km Schienenwegen.

Aus kommerziellen und strategischen Gründen hatten die beiden Bahnen des Festlandes eine Reihe gemeinsam betriebener Bahnhöfe, so in Neapel, Rom, Pisa, Florenz, Mailand, Pavia, Piacenza, Taranto und Livorno. Außerdem wurden einige Strecken von Zügen beider Gesellschaften befahren. Um die drei Eisenbahnverwaltungen zu überwachen, wurde ein zentrales Inspektorat, das Spettorato Generale, gegründet.

### Gesetz von 1888: weiterer Bahnbau durch den Staat
Ein weiteres Gesetz vom 20. Juli 1888 wirkte darauf hin, dass die von dem Gesetz vom 29. Juli 1879 vorgesehenen Streckenneubauten auch vollständig und fristgerecht umgesetzt wurden. Die erforderlichen Gelder sollten über private Banken bereitgestellt werden. Vorgesehen war, die noch fehlenden 3066 km folgendermaßen zu erstellen:
- Strecken, deren Bau bereits durch den Staat begonnenen worden war, sollten auch auf diesem Wege vollendet werden. Es handelte sich um 1471 km im Wert von 890 Mio. Lire.
- Weitere Strecken sollten durch private Unternehmer gebaut werden. Dabei ging es um 505 km im Wert von 303 Mio. Lire.
- Ein drittes Konvolut von Strecken sollten die Betriebsgesellschaften errichten. Das galt für 1090 km im Wert von 417 Mio. Lire.

Die voraussichtlichen Kosten für alle von dem Gesetz von 1879 und seinen späteren Ergänzungen beabsichtigten Bahnen wuchsen zu diesem Zeitpunkt von den ursprünglich vorgesehenen 1210 Millionen Lire auf 2431 Millionen Lire, darunter 1610 Millionen Lire für die Ende 1888 noch nicht begonnenen Linien.
Das Königreich Italien besaß am 1. Januar 1892 ein Bahnnetz mit folgenden Eckdaten:
- Länge: 14.453 km
- 4,7 km Streckenlänge auf 100 km²
- 4,4 km Streckenlänge auf 10.000 Einwohner
- Anlagekapital: 3 Milliarden Lire für 10.233 km (1887)
- Einnahmen (1888) 244,7 Mio. Lire
- Ausgaben (1888) 165,4 Mio. Lire
- 2.461 Lokomotiven
- 7.201 Personenwagen
- 41.497 Güterwagen

Die Eisenbahn betrieb auch einige Fährverbindungen vom italienischen Festland nach Sardinien.

## StaatsbahnFerrovie dello Stato

### 1905: Gründung derFerrovie dello Stato(FS)
Zwei Jahre vor dem im Gesetz von 1885 festgelegten Termin wurde der Privatisierungsbeschluss erneuert. Gleichzeitig kam es zunehmend zu Streiks der Eisenbahnarbeiter, was den Bahnbetrieb und auch das öffentliche Leben erheblich beeinträchtigte. Die Bahnen nahmen das zum Anlass, Investitionen zu stoppen. Ministerpräsident Giovanni Giolitti bestand daher entgegen dem Beschluss von 1903 auf der Verstaatlichung. Am 22. April 1905 wurde das Gesetz Nr. 137 erlassen, mit dem der Staat die drei großen Gesellschaften übernahm, und am 15. Juni desselben Jahres wurden per Dekret die Ferrovie dello Stato (FS) geschaffen, die dem Ministerium für öffentliche Arbeiten unterstellt war. Der größte Teil der italienischen Bahnen wurde so in einer Staatsbahn vereinigt. Ihr erster Generaldirektor war Riccardo Bianchi.
Neben dem Netz der Ferrovie dello Stato auf der Italienischen Halbinsel existierten weiter eine Reihe von Eisenbahngesellschaften von nur regionaler Bedeutung, so etwa auf der Insel Sardinien zwischen 1911 und 1989 die Ferrovie Complementari della Sardegna und die Strade Ferrate Sarde mit einem Netz von ca. 1000 km Streckenkilometern. Weitere bedeutende kleinere Gesellschaften sind die Ferrovie del Sud Est (FSE) in Apulien oder die Ferrovie Nord Milano (FNM).

### Folgen der Weltkriege

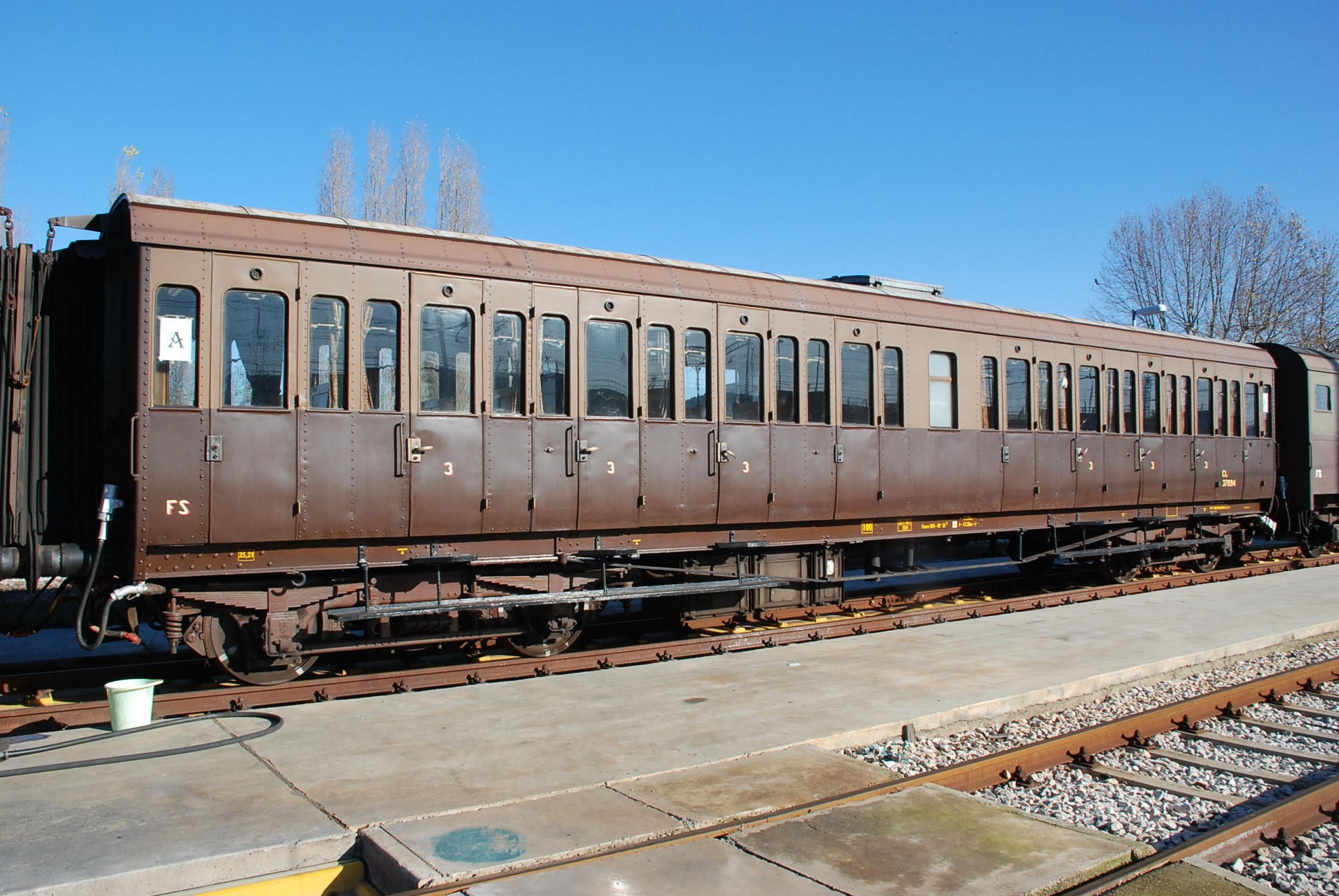
„Centoporte“ – der typische italienische Reisezugwagen der Zwischenkriegszeit

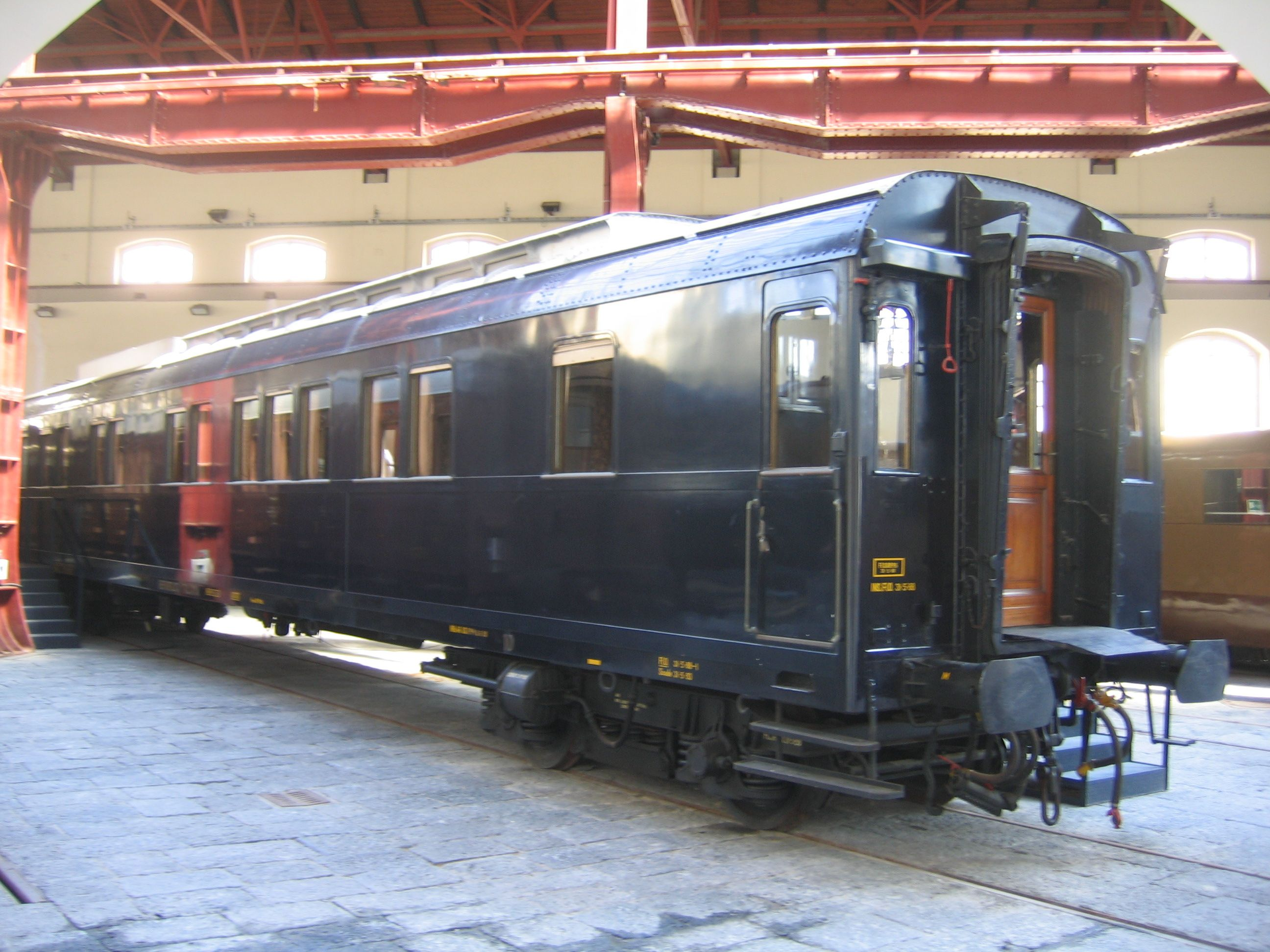
Wagen des Hofzugs des italienischen Königs (1929) im Eisenbahnmuseum Pietrarsa

Als Folge des Ersten Weltkriegs gelangten einige hundert Kilometer Strecke der bislang österreichischen Kronländer Tirol, Krain, Görz, der Markgrafschaft Istrien und in Triest sowie kurze Streckenteile des zuvor im Königreich Ungarn gelegenen Königreichs Kroatien an Italien. Die wichtigsten übernommenen Strecken waren die Brennerbahn südlich des Brennerpasses, der Abschnitt der Südbahngesellschaft von Ljubljana bis Triest sowie der Großteil der Wocheinerbahn. Im Zuge der Aufteilung des Vermögens österreichisch-ungarischer Bahnen erhielt Italien eine große Zahl an Fahrzeugen. Viele davon wurden von Italien nicht benötigt und wurden bald verschrottet oder an andere Bahnen abgegeben.
In der Folge des Zweiten Weltkriegs verlor Italien aufgrund von Gebietsabtretungen die Strecken östlich von Triest wieder. Sie kamen an Jugoslawien.

## 2000: Aufgliederung der FS

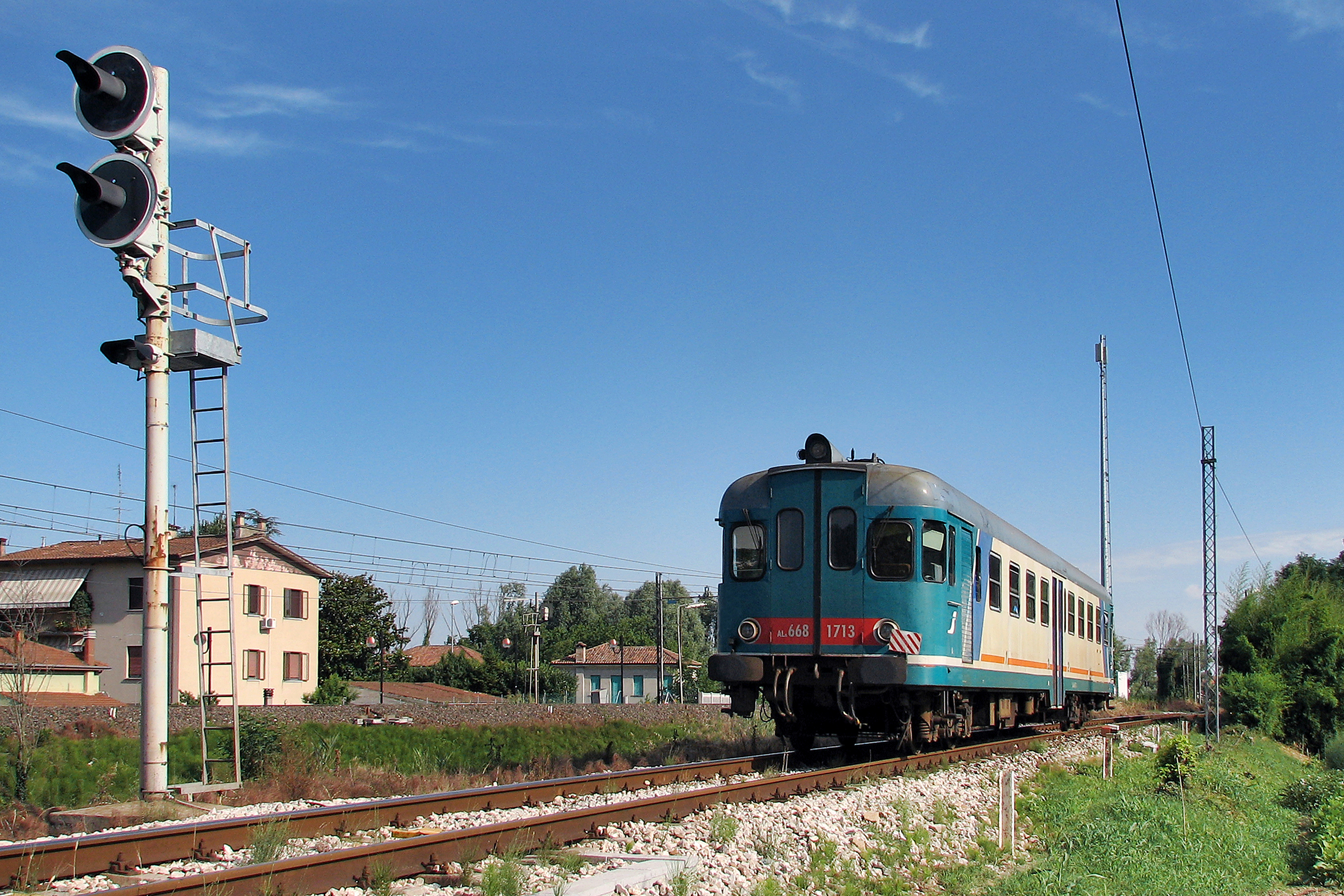
Trenitalia ALn 668.1713 in Rovigo aus Chioggia einfahrend

Aufgrund europarechtliche Vorgaben erfolgte 2000 eine Aufteilung der FS in einzelne Gesellschaften. Die FS hatte danach folgende Tochtergesellschaften:
- Trenitalia: Bereich Personen- und Güterverkehr
- Rete Ferroviaria Italiana (RFI): Bereich Schienennetz und Eisenbahninfrastruktur
- Italferr: Bereich Ingenieurs- und Projektdienstleistungen.
- Ferservizi: Dienstleistungen, die nicht in die Kernkompetenzen fallen, unter anderem Facilitymanagement und IT.
- Grandi Stazioni: Betreiber der 13 größten Bahnhöfe in Italien:
- Fercredit: Finanzierungen
- Sogin betreibt u. a. das überregionale Autobus-Netz SITA.

Von 2001 bis 2018 bestand zudem das anschließend in RFI eingegliederte Tochterunternehmen Centostazioni als Betreiber der 103 mittelgroßen Bahnhofsgebäude in Italien.

## Technische Entwicklungen

### Erste Lokomotivfabriken
Die ersten Dampflokomotiven wurden – wie bei den meisten europäischen Bahnen – zunächst aus Großbritannien importiert. Durch die Verbindung des Königreichs Sardinien-Piemont mit Frankreich wurden bald auch von dort Lokomotiven geliefert. Später traten auch österreichische und deutsche, sowie bei den ersten Elektrolokomotiven auch ungarische Lieferanten auf, bevor sich in Italien ein eigener Lokomotivbau entwickelte. Das erste italienische Werk, das Lokomotiven wartete und reparierte war die Officine Pietrarsa. Sie wurde 1844 in Pietrarsa, südlich von Neapel, an der ersten italienischen Bahnstrecke Neapel–Portici eingerichtet. In der Anlage befindet sich heute das Nationale Eisenbahnmuseum Pietrarsa der Trenitalia.
Nach nur zwei Jahren verließ dort die erste italienische Dampflok DUCA DI CALABRIA (deren Bauteile noch aus England stammten) die Fabrikhalle. Sie war ein sogenannter Longboiler mit der Achsfolge 1A1, leistete 100 PS und erreichte eine Höchstgeschwindigkeit von 65 km/h. Bis 1860 lieferte die Officine Pietrarsa 20 Lokomotiven.
Die zweite italienische Lokomotivfabrik entstand 1846, als sich der Turiner Geschäftsmann Fortunato Prandi in Genua mit dem britischen Ingenieur Philip Taylor zusammenschloss. Das Unternehmen wurde 1852 von Giovanni Ansaldo übernommen und 1853 in eine Kommanditgesellschaft umgewandelt, an der der Bankier Carlo Bombrini, der Reeder Raffaele Rubattino und der Unternehmer Giacomo Filippo Penco beteiligt waren. Das Unternehmen Ansaldo baute 1854 die ersten in Italien selbst entwickelten Lokomotiven SANPIERDARENA und ALESSANDRIA. Ansaldo wurde in der Folgezeit eines der großen Maschinen- und Schiffbauunternehmen Italiens.
Die beiden großen Bahnnetze der Halbinsel unterhielten ab 1885 eigene Entwicklungszentren. Die Ufficio Studi in Florenz entwickelte auch Fahrzeuge für kleinere italienische Gesellschaften wie die Rete Sicula.
Die Lokomotivfabrik Breda in Mailand wurde 1886 von Ernesto Breda nach Übernahme des Mailänder Eisenbahnherstellers Elvetica gegründet und später in Società Italiana Ernesto Breda per Costruzioni Meccaniche (SIEB) umbenannt.

### Dampflokomotivbau

Maßskizze der FS Gr 640

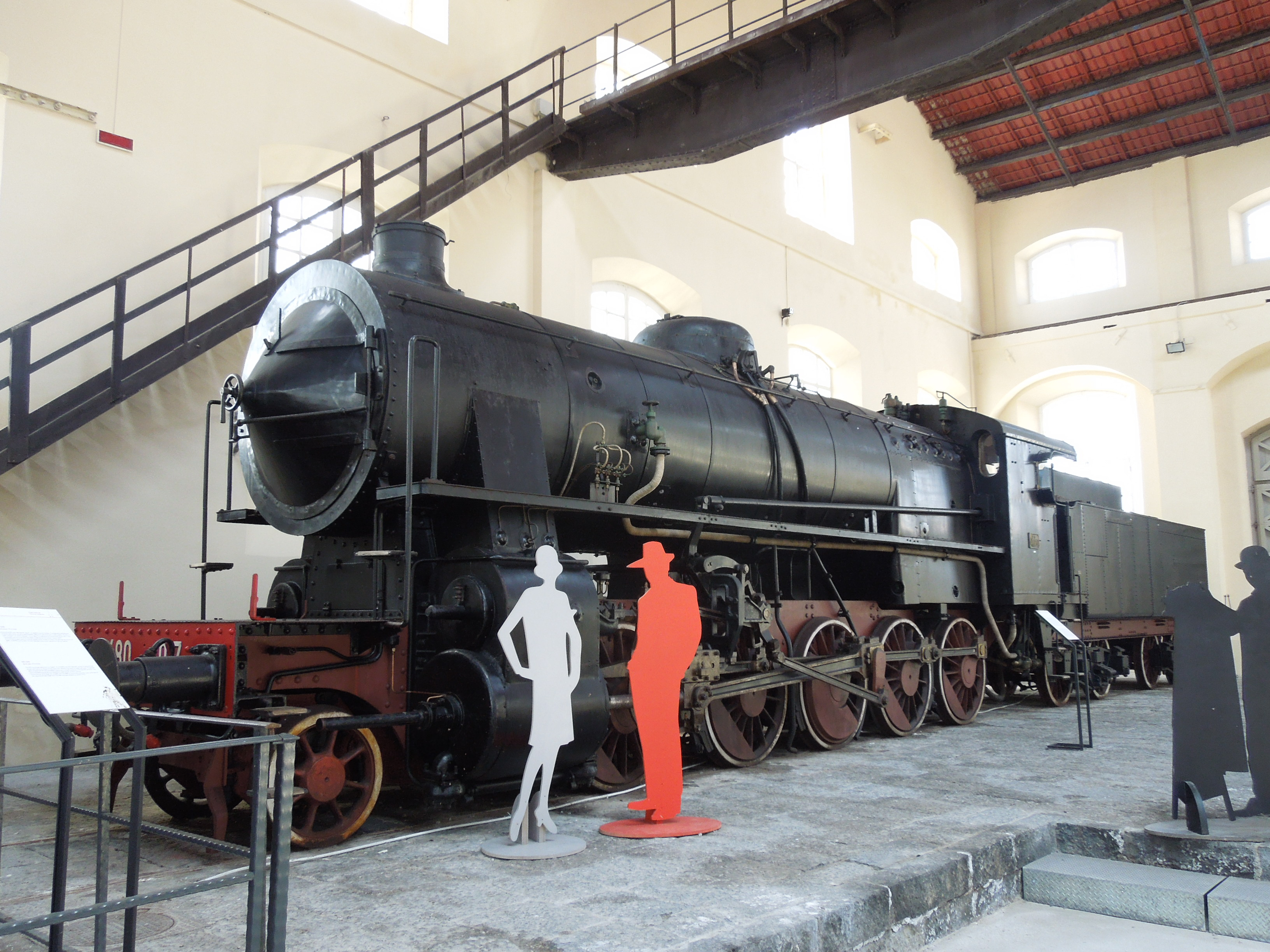
FS 480 im Eisenbahnmuseum Pietrarsa

Da die Geografie der Italienischen Halbinsel große Unterschiede aufweist, entwickelten die Verwaltungen der beiden großen Bahnen eine Reihe unterschiedlicher Lokomotivtypen. Die Rete Adriatica entwickelte Lokomotiven mit großem Raddurchmesser für Expresszüge deren bekannteste Baureihen die 550 und die 545 sind.
Die Rete Mediterraneo entwickelte demgegenüber hauptsächlich Lokomotiven für den Einsatz auf Bergstrecken. Zu den bekannteren Dampflokomotiven der RM gehört die VITTORIO EMANUELE II, eine Maschine mit der Achsfolge „C“, die spätere Baureihe 650 der FS, für Personenzüge und die „Mastodonti dei Giovi“ (spätere Baureihe 420 der RM) für Bergstrecken.
Um weiter gestiegenen Anforderungen nachzukommen, wurden um 1900 zwei neue innovative Techniken eingeführt: die Compound-Technik und Heißdampfkessel. Die FS bestellte die ersten 24 Maschinen der Baureihe 640I / 640II bei Schwartzkopff in Berlin. Diese Lokomotiven waren mit dem Schmidtschen Überhitzer ausgerüstet und bewährten sich im Betrieb.
Anlässlich des 50-jährigen Bestehens des Königreichs Italien 1911 wurden in Turin auf einer Ausstellung auch die neuesten italienischen Lokomotiven vorgestellt. Die gleichzeitig präsentierten aktuellen Entwicklungen des Auslands, wie beispielsweise die bayerische S 3/6
, zeigten, dass die italienischen Dampflokomotiven geringere Leistungsfähigkeit aufwiesen. Dies war vor allem in dem leichteren Oberbau in Italien begründet, der keine höhere Achslast als 15 bis 16 Tonnen zuließ, während in Deutschland 18 bis 21 Tonnen möglich waren.
Während des Ersten Weltkriegs wurden keine neuen Entwicklungen verfolgt, die Produktion auf wenige Loktypen beschränkt. Dabei wurde die Reihe 685 zur klassischen Personenzug-Dampflok und die Reihe 740 „die“ Güterzug-Dampflok. Nach dem Ende des Ersten Weltkriegs gelangten deutsche und österreichische Lokomotiven als Reparationsleistungen in italienische Hand. Versuche mit diesen Maschinen trieben die Entwicklung voran. So entstanden unter anderem die Franco-Crosti-Vorheizsysteme und Heißdampf-Maschinen. Auch die stärkste italienische Dampflok, die FS 480, eine 1'E-Lokomotivtype, wurde durch die Baureihe 580 der österreichischen Südbahn inspiriert.
Die letzte italienische Dampflokentwicklung für die FS wurde zwischen 1928 und 1929 ausgeliefert. Weitere Entwicklungen wurden dann nur noch für das Ausland vorgenommen, u. a. für Osteuropa und Griechenland. Als letzte Dampflokomotiven aus Italien wurden von 1953 bis 1954 von Breda und Ansaldo 20 Maschinen der Baureihe Ma, eine 1-E-1-Lok mit 2700 PS, für die griechische Staatsbahn (damals: Sidirodromoi Ellinikou Kratos) ausgeliefert.

### Einführung des elektrischen Betriebs

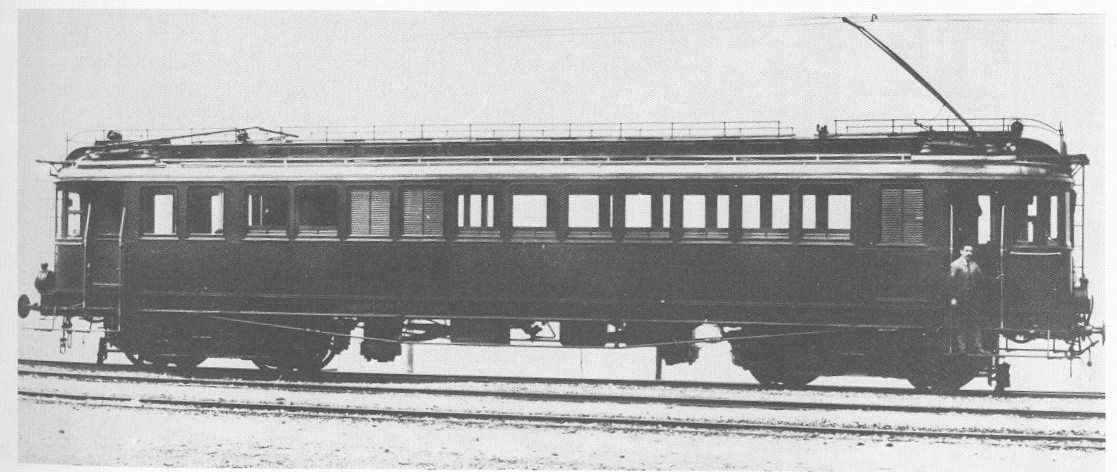
Elektrotriebwagen E1 von 1902

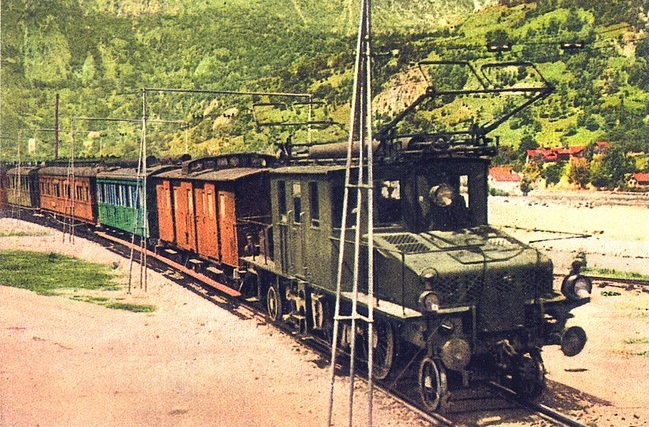
Simplon-Express (Paris–Triest) der SBB mit italienischer Drehstrom-Lokomotive Fb 3/5 mit nachgerüsteten BBC-Doppelbügeln

Erste Versuche mit elektrischem Betrieb auf italienischen Eisenbahnstrecken fanden mit zwei Baureihen von Akkumulatortriebwagen sowohl bei der Rete Mediterranea (von 1898 bis 1904) als auch bei der Rete Adriatica (von 1901 bis 1903) auf den Bahnstrecken Mailand–Monza, Bologna–San Felice und Bologna–Modena statt. 1901–1902 wurden die „Ferrovie Varesine“ für den elektrischen Betrieb mit Stromschienen ausgerüstet. Dieses System wurde 1925 auch für die „Metropolitana FS“ von Neapel gewählt.
Auf der oberitalienischen Veltlinbahn der Rete Adriatica wurde 1902 die erste mit Hochspannung elektrifizierte Hauptbahn der Welt in Betrieb genommen. Die Firma Ganz & Cie aus Budapest lieferte dafür die Versorgung mit Drehstrom von zunächst 3000 Volt und 15 Hz sowie vierachsige Bo'Bo'-Triebwagen und zwei Bo+Bo Lokomotiven (RA 341 und RA 342). Ab 1905 wurden noch drei 1’C’1-Drehstromlokomotiven (RA 361–363) eingesetzt. Dies war der Beginn des norditalienischen „Trifase“- Drehstromnetzes, das sich später bis Piemont, Ligurien und Trentino erstreckte. Auch die Tendabahn war von 1935 bis 1940 mit diesem System elektrifiziert. Die Oberleitung des italienischen „Trifase“-Netzes bestand aus zwei parallelen Drähten und der Fahrschiene als drittem Phasenleiter. Die Lokomotiven hatten demgemäß Stromabnehmer mit paarigen, gegeneinander isolierten Bügeln. Bei den ersten Lokomotiven waren die Geschwindigkeiten zunächst nur umschaltbar, nicht aber stufenlos regelbar. Gängige Geschwindigkeits-Stufen waren 35, 50, 75 und 100 Kilometer pro Stunde.
Ab 1930 wurden sowohl die Veltlinbahn als auch alle anderen „Trifase“-Strecken auf 3600 V und eine Frequenz von 16 2/3 Hz umgestellt. Parallel zu dem bestehenden Drehstromsystem wurde ab 1923 ein Gleichstromsystem mit 3000 Volt Spannung auf der Strecke Benevento-Napoli eingeführt und folgend weitere Strecken damit ausgestattet. Seit Mai 1976 sind alle der ursprünglich über 2000 km Strecke, die unter „Trifase“ betrieben wurden, auf Gleichstrom umgestellt. Von 18.000 Kilometern Normalspur-Strecken in Italien sind heute etwa 11.000 Kilometer elektrifiziert.
Die seit Beginn des 21. Jahrhunderts eröffneten neuen Schnellfahrstrecken werden mit  Wechselstrom mit einer Spannung von 25 kV (Frequenz 50 Hz) betrieben.